# نیوبر، لانکاشر
نیوبر (به انگلیسی: Newburgh) یک روستا و محله مدنی در بریتانیا است که در West Lancashire واقع شده‌است. نیوبر ۱٬۰۵۶ نفر جمعیت دارد.